# Upłazkowa Koleba
Upłazkowa Koleba – jaskinia, a właściwie schronisko, w Dolinie Kościeliskiej w Tatrach Zachodnich. Wejście do niej znajduje się w Wąwozie Kraków, w ścianie Upłazkowej Turni, w pobliżu Upłazkowej Szczeliny, na wysokości 1460 metrów n.p.m. Długość jaskini wynosi 8,5 metrów, a jej deniwelacja 2,5 metrów.

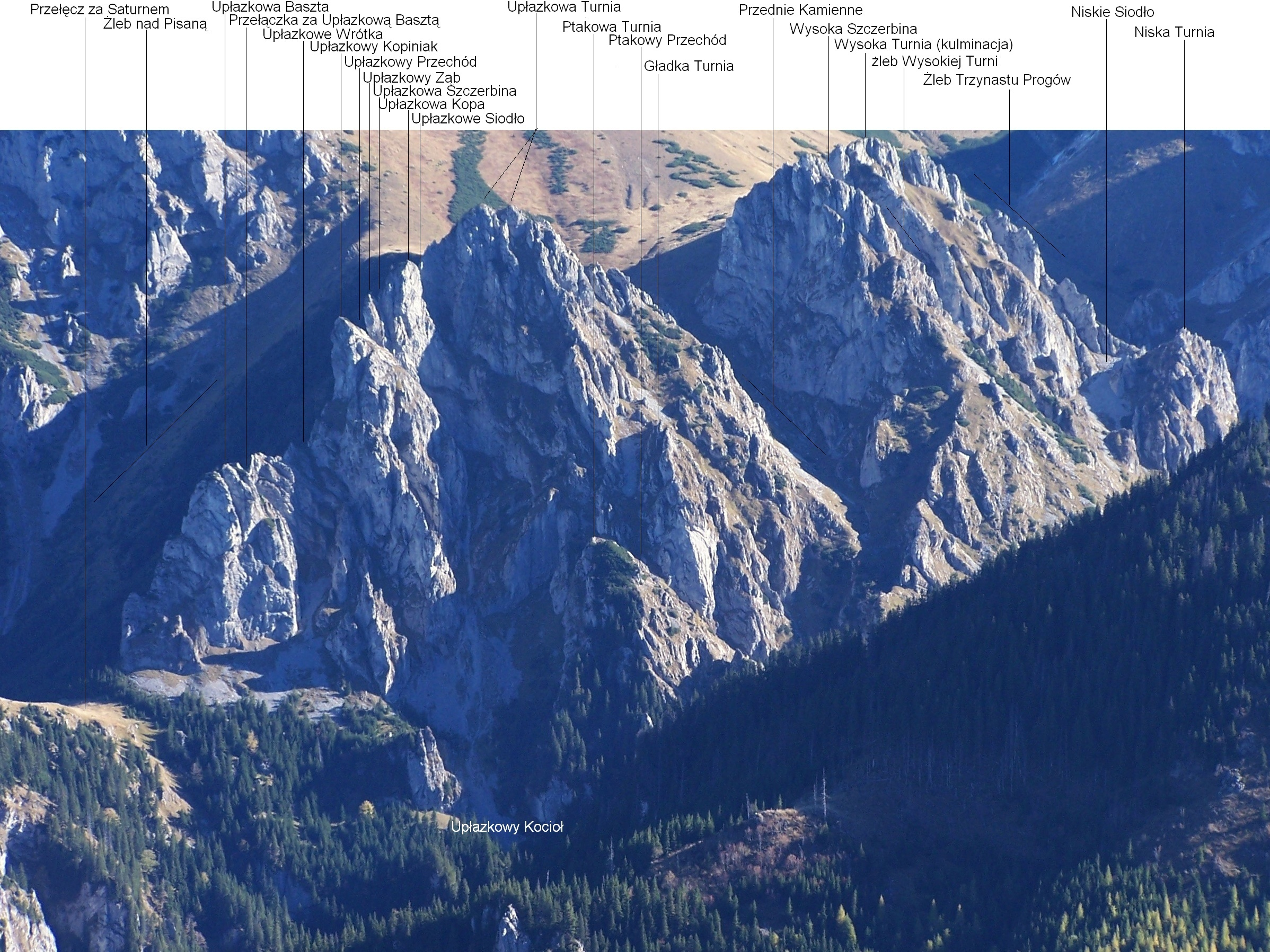
Upłazkowa Turnia w Wąwozie Kraków

## Opis jaskini
Jaskinię stanowi obszerny korytarz zaczynający się w dużym otworze wejściowym, a kończący, za 2-metrowym progiem, szczelinami nie do przejścia.

## Przyroda
W jaskini brak jest nacieków. Na ścianach występuje roślinność zielona, glony, mchy, porosty oraz paprocie.

## Historia odkryć
Jaskinia była znana od dawna. Jako pierwsi zbadali ją oraz sporządzili plan i opis  J. Nowak i M. Pindel w 2006 roku.